# 백채널링
백채널링(backchanneling)은 언어학에서 대화 중에 한 사람이 말하고 있을 때 다른 참여자가 반응을 보이는 것을 말한다. 백채널 반응은 백채널 반응은 언어적일 수도 있고 비언어적일 수도 있으며  혹은 둘 다일 수 있다. 백채널 반응은 중요한 정보를 전달하기보다는 주로 청자의 주의 집중, 이해, 공감, 또는 동의를 나타내는 것과 같이 사회적이거나 메타 대화적인 목적을 수행하는 정서 표현(phatic expression)인 경우가 많다. 영어에서의 백채널링의 예로는 "yeah", "OK", "uh-huh", "hmm", "right", "I see"와 같은 표현들이 있다.

## 정의 및 사용
이 용어는 1970년 빅터 잉베(Victor Yngve)가 다음 구절에서 처음 사용했다. "사실, 발화권을 가진 사람과 그 상대방은 동시에 말하고 듣는 데 참여한다. 이는 내가 백채널이라고 부르는 것의 존재 때문인데, 발화권을 가진 사람은 이를 통해 발화권을 포기하지 않고 'yes'와 'uh-huh'와 같은 짧은 메시지를 받는다."  백채널 반응은 기본적인 인간 상호 작용의 일부이다. 생산적이거나 의미 있는 대인 상호 작용을 하려면 인간은 대화에 참여할 때 서로 협력해야 하기 때문이다. 두 사람이 대화에 참여할 때, 보통 한 사람이 주로 말하고 다른 한 사람은 주로 듣지만, 듣는 사람은 종종 백채널 반응을 통해 작은 메시지들을 전달한다.
"백채널"이라는 용어는 대화 중에 동시에 작동하는 두 개의 의사소통 채널이 있다는 것을 의미하도록 고안되었다.  주된 채널(the predominant channel)은 주요 말의 흐름을 지시하는 화자의 채널이다. 보조 의사소통 채널(또는 백채널)은 '계속 이어가기(continuers)' 또는 '평가(assessments)'를 제공하여 청자의 이해나 관심을 나타내는 기능을 한다.  다시 말해, "백채널"이라는 용어는 대화에 참여하는 사람들의 역할을 구별하는 데 사용된다. 말하는 사람은 "전방 채널(front channel)"을 통해 소통하고, 듣는 사람은 "백채널"을 통해 소통하는 것으로 간주된다. "백채널"이 대화에서 청자가 하는 역할의 전부는 아니지만, 이 개념은 청자의 역할을 맡은 사람이 화자의 역할을 맡은 사람에게 어떻게 반응을 하는지 이해하는 데 도움이 된다. 아래에서 볼 수 있는 최근 연구에서는 이 두 기능에 대한 새로운 용어도 제안했다. 그들은 '계속 이어가기'(continuers) 대신 '일반적(generic)'이라는 용어를, '평가' 대신 '구체적(specific)'이라는 용어를 제안했다.
일반적으로 백채널은 한 사람이 한 명 이상의 대화 참여자에게 이야기를 하거나 어떤 것을 설명할 때, 그들이 짧은 언어적 메시지나 비언어적 몸짓 언어로 반응하는 방식으로 사용된다. 화자의 말에 귀 기울이고 있음을 나타내기 위해 "right", "yeah"와 같은 소리를 내거나 고개를 끄덕일 수 있다. 이러한 인정이나 작은 몸짓은 화자가 청자들이 관심이 있으며 이야기를 계속해야 한다는 것을 이해하는 데 도움이 된다. 
최근 몇 년 동안 학자들은 "백채널"의 정의에 "선택성(optionality)"을 추가하여 주류 정의에 이의를 제기해 왔다. 백채널의 사용은 결코 필요하지 않으며 항상 기존 대화를 보완하는 역할을 한다.

### 적용 가능성
백채널 반응은 청자가 화자의 말에 대해 이해하거나, 동의하거나, 놀라거나, 화를 내는 등 다양한 반응을 보여줄 수 있다. 백채널 의사소통은 모든 문화와 언어에 존재하지만, 빈도와 사용 방식은 다를 수 있다. 예를 들어, 백채널 반응은 구두 언어의 핵심 구성 요소일 뿐만 아니라 수화 언어에서도 중요하다.  또 다른 예로, 독일인들은 더 작고 덜 빈번하게 백채널 반응을 사용한다. 다른 문화권에서 온 대화 참여자들이 동일한 백채널 규범에 익숙하지 않다면 의사소통 중에 혼란이나 방해가 발생할 수 있다.  연구에 따르면 사람들이 제2외국어를 배울 때, 해당 언어의 원어민들이 백채널 반응을 사용하는 방식에 대해 배우거나 적응한다고 한다. 이 경우 언어 학습자들의 백채널 반응을 생성하는 빈도나 그 소리의 형태가 변할 수 있다.

## 유형
최근 몇 년 동안의 연구는 문장 완성, 명확화 요청, 짧은 진술, 비언어적 반응을 포함하도록 백채널 반응의 범위를 확장했다. 이들은 비어휘적(non-lexical), 구문적(phrasal), 또는 실질적(substantive)으로 분류되었다.

### 비어휘적 백채널
비어휘적 백채널은 참조적 의미가 거의 없거나 전혀 없지만 여전히 청취자의 주의를 언어화하는 발성된 소리이며, 종종 제스처와 함께 나타난다. 영어에서는 'uh-huh' 와 'hmm' 과 같은 소리가 이런 역할을 한다. 비어휘적 백채널은 일반적으로 내용을 담고 있는 대화에서 널리 사용되지 않는 제한적인 소리들에서 나온다. 결과적으로 혼란이나 간섭을 일으키지 않고 다른 사람의 대화 차례와 동시에 지지, 놀라움 또는 명확화의 필요성을 표현하는 데 사용될 수 있다.
영어에서는 'uh-huh', 'mm-hm ', ' um-hm '과 같은 비어휘적 백채널에서 음절의 중복 이나 반복이 허용되며, 단일 음절 백채널링도 허용된다. 가드너는 mm 과 mm-hm 에 초점을 맞춘 2음절 백채널 사용을 조사한 연구에서 두 토큰이 일반적으로 기능이 동일하지 않다는 것을 발견했다. 'mm'은 계속 이어가기, 약한 인정 토큰, 약한 평가 표시로 더 생산적으로 사용된다. 대조적으로, 'mm-hm'은 일반적으로 화자가 자신의 대화 차례를 양보하고 다른 화자가 대화 흐름을 유지하도록 허용함을 알리는 백채널로 사용된다.

### 구문적 및 실질적 백채널
구문적 비채널의 대화 기능 중 하나는 이전 발언을 평가하거나 감정하는 것이다. 구문적 백채널 'oh wow'의 경우가 그렇다고 주장하는데, 이 백채널의 사용은 예상치 못한 또는 놀라운 일이 말해진 특정 대화 맥락을 필요로 한다. 마찬가지로 'oh come on, are you serious?'와 같은 더 실질적인 백채널은 화자가 짜증나거나 좌절스러운 것에 반응하는 맥락을 필요로 한다. 이 두 경우 모두 굿윈은 백채널이 더 큰 대화 자체가 아니라 바로 이전 발화의 특정 측면을 다루는 데만 초점을 맞춘다고 주장한다. 이러한 백채널은 확장된 발화 중간에도 나타날 수 있으며, 더 긴 대화 차례의 끝에도 나타날 수 있다.

## 최근 연구
2000년의 연구에서는 말하는 사람이 제공하는 정보를 듣는 것만이 청취자의 역할이라는 백채널 개념에 반대하는 의견이 나왔다. 바벨라스(Bavelas), 코츠(Coates), 존슨(Johnson)은 청자의 반응이 화자 발화의 내용을 형성하는 데 도움이 된다는 증거를 제시했다. 그들은 인정 토큰을 일반적(generic)과 구체적(specific)의 두 가지 범주로 분류했다. 일반적인 반응은 'mm hm'과 'yeah'를 포함하는 백채널로 간주될 수 있으며, 구체적인 반응은 주어진 내용에 대한 반응을 포함한다. 예를 들어 'Oh!' 또는 걱정스러운 표정 등이 있다.
그들은 학생들이 동료 참가자에게 겪었던 위급한 상황에 대해 이야기하는 것을 녹취했다. 한 그룹의 참가자들에게는 청자가 이야기로부터 주의를 분산시키기 위해 다른 작업을 수행하도록 했다. 연구자들은 독립적인 평가자들에게 서술 사건의 언어적 및 시각적 반응을 일반적 또는 구체적으로 분류하도록 요청했다. 또한 다른 독립적인 평가자들에게 각 경우의 서술 품질을 평가하도록 요청했다.
그들은 주의가 산만해진 청자들의 반응이 주의가 산만하지 않은 청자들보다 유의미하게 적은 구체적인 반응을 포함한다는 결론을 내렸다. 또한, 청자가 주의가 산만할 때 서술의 품질이 현저히 낮아진다는 것을 발견했다. 그들의 기본 주장은 청자가 공동 서술자이며 화자가 이야기를 전달하는 데 도움을 준다는 것이었다. 다시 말해, 화자는 참여하는 청중과 함께 더 좋은 이야기를 들려준다는 것이다
톨린스(Tolins)와 폭스 트리(Foxtree)도 백채널 의사소통이 화자에게 어떻게 영향을 미치는지 보여주는 연구를 발표했다. 그들의 연구는 특히 화자가 구체적인 반응과 비교하여 일반적인 반응에 어떻게 반응하는지 살펴보는 것이었다.
2017년 교토대학교 정보학 대학원에서는 노인을 포함한 개인의 정신 건강을 돕기 위한 로봇 개발을 시작했다. 그들은 로봇이 실제 대화처럼 느껴지는 피드백을 가질 수 있는 방법으로 백채널 생성 기능을 활용했다. 더 실용적인 적용을 위한 추가 연구가 진행 중이다.
1997년에는 205,000건의 전화 발화를 분석한 연구에서 그 중 19%가 "백채널"을 구성한다는 것을 보여주었다.   이 연구는 "담화 감지"와 "통계 모델링"이라는 새로운 방법의 일부였으며, 이를 통해 대규모 샘플 크기를 확보하여 이 데이터를 더 큰 커뮤니티에 일반화할 가능성을 제공했다.

## 같이 보기
- 아이즈치

## 참고문헌
1. 1 2 3  Heinz, Bettina (2002년 11월 20일). “Backchannel responses as strategic responses in bilingual speakers' conversations”. 《Journal of Pragmatics》 (영어) 35 (7): 1113–1142. doi:10.1016/S0378-2166(02)00190-X.
2. ↑  Arnold, Kyle (2013년 10월 31일). “Humming Along: The Meaning of Mm-Hmm in Psychotherapeutic Communication”. 《Contemporary Psychoanalysis》 (영어) 48 (1): 100–117. doi:10.1080/00107530.2012.10746491. ISSN 0010-7530.
3. ↑  Bavelas, Janet B.; Coates, Linda; Johnson, Trudy (2000). “Listeners as Co-Narrators”. 《Journal of Personality and Social Psychology》 79 (6): 941–952. doi:10.1037/0022-3514.79.6.941. PMID 11138763.
4. ↑  Tolins, Jackson (September 2014). “Addressee backchannels steer narrative development”. 《Journal of Pragmatics》 70: 152–164. doi:10.1016/j.pragma.2014.06.006.
5. ↑  Mesch, Johanna (2016년 9월 28일). “Manual backchannel responses in signers' conversations in Swedish Sign Language”. 《Language & Communication》 (영어) 50: 22–41. doi:10.1016/j.langcom.2016.08.011.
6. ↑  Iwasaki, S. (1997). “The Northridge earthquake conversations: The floor structure and the 'loop' sequence in Japanese conversation”. 《Journal of Pragmatics》 28 (6): 661–693. doi:10.1016/S0378-2166(97)00070-2.
7. ↑  Tottie, Gunnel (1991).  Aijmer, Karin, 편집. 《English corpus linguistics: studies in honour of Jan Svartvik》. London: Longman. 254–271쪽.
8. ↑  Ward, Nigel (2006). “Non-lexical conversational sounds in American English”. 《Pragmatics & Cognition》 14 (1): 129–182. doi:10.1075/pc.14.1.08war.
9. ↑  Gardner, Rod (1997). “The Conversation Object Mm: A Weak and Variable Acknowledging Token”. 《Research on Language and Social Interaction》 30 (2): 131–156. doi:10.1207/s15327973rlsi3002_2.
10. ↑  Goodwin, Charles (1986). “Between and within: Alternative sequential treatments of continuers and assessments”. 《Human Studies》 9 (2–3): 205–217. doi:10.1007/BF00148127.
11. 1 2 3 4  Bavelas, Janet B.; Coates, Linda; Johnson, Trudy (2000). “Listeners as Co-Narrators”. 《Journal of Personality and Social Psychology》 79 (6): 941–952. doi:10.1037/0022-3514.79.6.941. PMID 11138763.
12. ↑  Tolins, Jackson; Fox Tree, Jean E. (2014). “Addressee backchannels steer narrative development”. 《Journal of Pragmatics》 70: 152–164. doi:10.1016/j.pragma.2014.06.006.